# Kevin Nemia
Kevin Nemia (Nueva Caledonia, 31 de julio de 1989) es un futbolista de Nueva Caledonia que juega en la posición de delantero centro con el AS Magenta de la Superliga de Nueva Caledonia.

## Carrera

### Club
| Periodo | Club       |
| ------- | ---------- |
| 2016-   | AS Magenta |

### Selección nacional
Debutó con Nueva Caledonia el 1 de junio de 2016 en la victoria por 7-0 sobre Samoa en Port Moresby por la Copa de las Naciones de la OFC 2016, partido en el que anotó su primer gol internacional.

## Logros
- Superliga de Nueva Caledonia (3): 2016, 2018, 2023
- Copa de Nueva Caledonia (2): 2016, 2018